# 贝拉 (费拉拉省)
贝拉（義大利語：Berra），是意大利费拉拉省的一个已废置的市镇。总面积68平方公里，人口5345人，人口密度78.6人/平方公里（2009年）。ISTAT代码为038002。
2019年1月1日贝拉与另一市镇合并为里瓦-德尔波市镇。